# Rath (Düsseldorf)

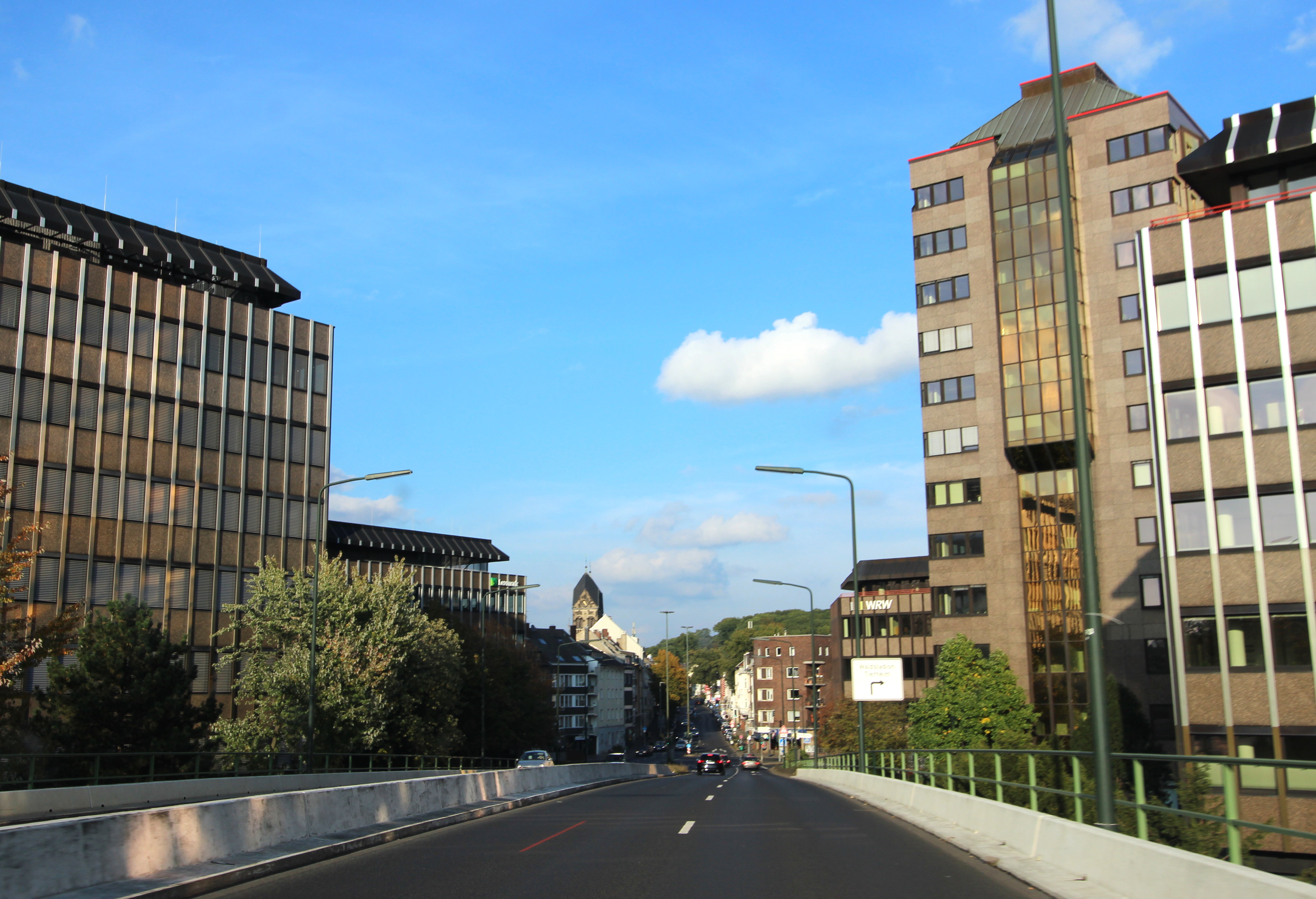
Düsseldorf-Rath 2016

Rath ist ein Stadtteil im Nordosten Düsseldorfs mit rund 20.200 Einwohnern (Stand: 31. Dezember 2016). Der Stadtteil befindet sich in unmittelbarer Nähe des Düsseldorfer Flughafens und grenzt an die Stadt Ratingen.

## Lage
Rath grenzt an sechs Düsseldorfer Stadtteile sowie eine Nachbarstadt. Im Norden grenzt Rath komplett an die Stadt Ratingen. Im Osten, wo sich größtenteils der Aaper Wald befindet, liegt der Stadtteil Knittkuhl, nur erreichbar durch den Grütersaaper Weg. Südöstlich, entlang den Straßen Fahneburgstraße und Kastanienallee sowie dem Segelflugplatz „Wolfsaap“ oberhalb der Tönnesaap grenzt Rath an Ludenberg. Südlich gelegen sind Mörsenbroich sowie Grafenberg, wobei Grafenberg und Rath nur zwischen den Straßen Lenaustraße und Ernst-Poensgen-Allee/Fahneburgstraße auf dem Teilstück vom Mörsenbroicher Weg eine gemeinsame Grenze haben. Im Westen teilen sich Lichtenbroich und Unterrath die gemeinsame Stadtteilgrenze zu Rath, die durch die A 52 gebildet wird. Die Anschlussstelle 21 (Ausfahrt Düsseldorf-Rath) auf der Theodorstraße bildet den Grenzpunkt aller drei Stadtteile.

## Geschichte

### Bis etwa 1850
Die ältesten schriftlichen Nachweise aus dem Mittelalter sind Urkunden, die das Stift Kaiserswerth betreffen und in denen Rath erwähnt wird. Der älteste Nachweis stammt von 1072. Entsprechend einer Urkunde schenkte 1072 König Heinrich IV. der Collegiatskirche in Kaiserswerth diverse Gebiete mit „villen“ im heutigen Gebiet zwischen Duisburg und Düsseldorf. Eines dieser angeführte Gebiete ist „Rath“ und der Name bezog sich auf eine Rodung im Aaper Wald. Die ersten Rodungen mit Anlegung von Höfen dürften aber bereits einige Jahrhunderte vor diesem urkundlichen Nachweis erfolgt sein. Zu den Rodungen gehörte auch die Anlegung eines königlichen Kronhofes, der ab 1248 urkundlich nachweisbar ist. Dieser Fronhof war vor der Übergabe an die „Berger“ der Haupthof (Sitz des Lehn-Gerichtes) für alle Höfe des Stifts Kaiserswerth, die nördlich der Wupper lagen.
Im Mittelalter wurde zwischen „Oberrath“ und „Unterrath“ unterschieden. Das Gebiet von Unterrath war jedoch nicht identisch mit dem aktuellen Düsseldorfer Stadtteil mit gleichem Namen. Unterrath entsprach weitgehend dem heutigen Bereich für beide Stadtteile, war also das Gebiet im Bereich der Rheinebene. Oberrath war das über der tieferen Rheinebene liegende Gebiet. Dies war nicht hochwassergefährdet und lag auch bereits teilweise im Bereich der Hügel. Ein freier Hof in Oberrath wurde zu dieser Zeit beispielsweise „Wolfshof auf dem Aap“ genannt. Der Stadtteil Rath besteht aus dem östlichen Bereich des historischen Unterraths und nur einem kleineren westlichen Teil des historischen Oberraths. Das Gebiet der „Honschaft Rath“, die sich aus den ersten Höfen im Mittelalter bildete, war ursprünglich deutlich größer und entsprach ungefähr dem aktuellen Stadtbezirk 6.
In einer weiteren Urkunde von 1224 wurde Rath ebenfalls erwähnt, als dem Stift Kaiserswerth dort der Bau einer Kapelle genehmigt wurde. Durch die erweiterten Befestigungsanlagen von Kaiserswerth war danach den Gläubigen der Zugang zum Ort und der dortigen Hauptkirche in der Nacht kaum noch möglich. Ab 1236 wurde deshalb die Kapelle in Rath der Kirche in Kreuzberg unterstellt. 1347 wurde eine Gemeinschaft von frommen Frauen, sogenannte Klausnerinnen, erwähnt, die sich in der Nähe der Kapelle angesiedelt hatten. Um 1427 schlossen sich diese Frauen dem Orden der Franziskanerinnen an. 1458 wurde bestätigt, dass die Bewohnerinnen des Klosters nach der Dritten Regel des hl. Franziskus lebten. Um 1700 wurden die Gebäude des Klosters einschließlich der zugehörigen Kapelle erneuert. Bei der Aufhebung des Klosters 1802 bestand die Gemeinschaft noch aus 16 Insassinnen.
Bei der Belagerung von Kaiserswerth 1702 wurde das Kirchdorf Kreuzberg einschließlich seiner Kirche völlig zerstört. Zuständige Hauptkirche bis 1803 wurde deshalb nun die Kirche in Kalkum. Ab 1803 war die Pfarrkirche in Rath unabhängig, da der Pfarrbezirk Rath nun selbständig wurde.
Mitte des 13. Jahrhunderts erwarben die Grafen von Berg Besitz in Rath. Entsprechend einer Urkunde vom 29. April 1248 vergab der römisch-deutsche Gegenkönig Wilhelm von Holland zwei Reichshöfe in Rath und in Mettmann an Graf Adolf von Berg. Als Lage des Rather Hofes wurde vor dem Bannwald Ap oder auch in „Rade vorm Ap“ angeführt. Nach Ende der Phase als Gegenkönig erneuerte 1288 Wilhelm von Holland, nun als deutsch-römischer König, die Vergabe der Fronhöfe in Rath und Mettmann, diesmal für 320 Mark als Pfand. Da das Pfand nicht mehr eingelöst wurde, gehörten damit nun Gebiete in Rath und Mettmann endgültig zur Grafschaft Berg. Dieser „Rather-Fronhof“ lag im Zentrum von Unterrath in der Honschaft Rath, die die aktuellen örtlichen Bereiche von Rath und Unterrath umfasste.
Dieser den „Bergern“ ab 1288 gehörende Fronhof hatte offensichtlich eine über die lokale Lage hinausgehende wichtige Position. In einer „Frohnhofsordnung der Kellnerei Angermund“ von 1634, die sich auf schriftliche Unterlagen von 1463, 1524 und 1573 bezog, wurde angeführt, dass das „Hofgericht zu Nider Rhode für dem Ape“ das Haupthofgericht für zum Herzogtum gehörende Höfe nördlich der Wupper war und dem Gericht Creutzbergk unterstand.
Für Mitte des 17. Jahrhunderts waren im historischen Rath/Unterrath 10 freie Bauerngüter und 28 lehnabhängige Höfe nachweisbar. Drei auch in der Neuzeit noch bekannte freie Güter waren der Hof „Zu den Buschen“, der Hof „Rolland“ und der Hof „Zu Ickt“. Der „Kreuzherrenhof“ (oder auch Hof Tönnisaap genannt) war ein Hof, der dem „Kloster der Kreuzherren“ in der Altstadt als Pfründe zeitweise gehörte.
Bis Ende des 19. Jahrhunderts war die Umgebung von Rath/Unterrath ländlich geprägt. In einer Untersuchung von 1836 wurde der weitgehend bäuerliche Charakter der Honschaft Rath dokumentiert. Zu diesem Zeitpunkt gehörte Rath zur Bürgermeisterei Eckamp. Diese umfasste die fünf Honnschaften „Bracht mit Bellscheid und Homberg“, Eckamp, Eggerscheidt, Hössel (Hösel) und Rath. 1835 lebten in Rath 1085 Einwohner, davon waren 885 Katholiken und der Rest Protestanten. Neben den größeren vier Rittergütern Große Burg, Hain, Heiligendonk und Volkardey und dem Landgut Roland gab es 35 Ackerhöfe. An industriellen Einrichtungen waren nur eine Brennerei und eine Mühle im Bereich des Rittergutes Volkardey vorhanden.

### Nach etwa 1850

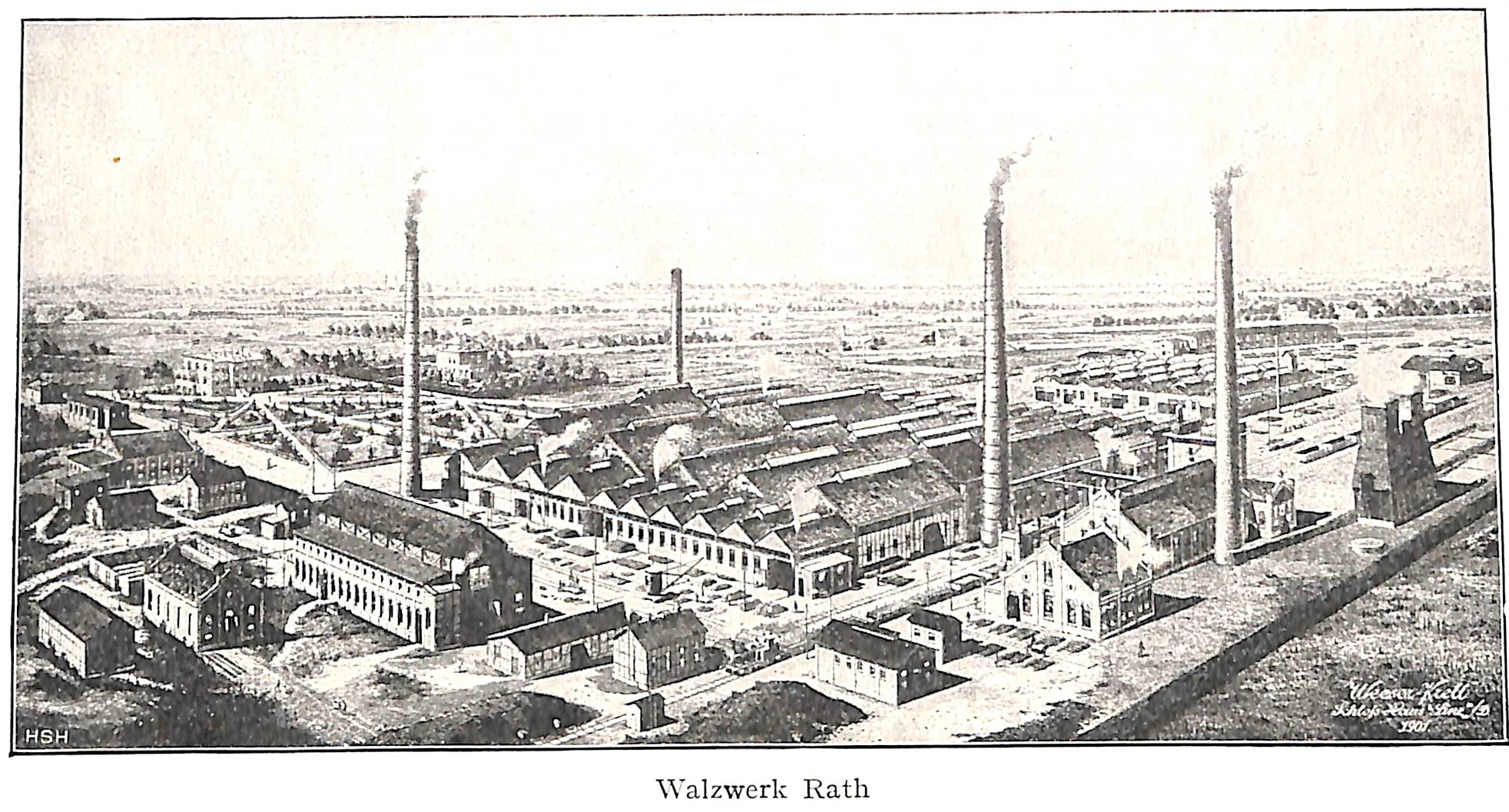
Ansicht des Walzwerks Rath der Mannesmann-Röhrenwerke, Vogelschau von Jakob Weeser-Krell, 1901

Durch die Entwicklung von Düsseldorf mit starker Zunahme der Bevölkerung und Ansiedlung von Firmen ab der zweiten Hälfte des 19. Jahrhunderts wurde auch Rath/Unterrath durch seine Nähe zur alten Kernstadt, obwohl bis 1909 noch nicht eingemeindet, immer stärker beeinflusst. Das bisher überwiegend für Landwirtschaft genutzte und waldbedeckte Dorfgebiet wurde zunehmend stärker besiedelt. Die historische Honschaft Rath umfasste ein wesentlich größeres Gebiet als der aktuelle Stadtteil, da auch Unterrath mit zum Ortsbereich gehörte. Die formale Unterteilung in Rath und Unterrath erfolgte erst im 20. Jahrhundert nach der Eingemeindung. Auf Wunsch der Gemeinde Rath kam es im Mai 1908 zu einer Verhandlung zwischen Düsseldorf und dem Landkreis Düsseldorf. Unter anderem forderten die Gemeindevertreter von Unterrath den Bau einer Straßenbahnlinie zwischen Düsseldorf und Unterrath im Falle einer Eingemeindung.
Am 1. April 1899 schied die Gemeinde Rath aus der Bürgermeisterei Eckamp aus und wurde zu einer eigenen Bürgermeisterei erhoben.
Rath wurde vor 1900 durch den Bau der zwei Eisenbahnstrecken Düsseldorf–Duisburg und Düsseldorf–Essen über die Ruhrtalbrücke bei Kettwig an das Eisenbahnnetz im Rheinland angeschlossen. Durch diese Verbesserung der Infrastruktur siedelten sich nach 1880 zunehmend auch gewerbliche Fabriken in Rath an. Eine der ersten war die „Maschinenfabrik der Gebrüder Poensgen“ und ab 1886 die „Pahl’sche Gummi- und Asbest-Gesellschaft“, die spätere Paguag. Es folgten 1891 die Maschinenfabrik „Sack & Kiesselbach“, 1895 „Bauartikelfabrik A. Siebel“ und 1899 die „Maschinenfabrik Sack GmbH“. Besonders mit der Errichtung des Mannesmannröhren-Werks ab 1897 führte diese neue Entwicklung zu einem Ortbereich mit einem industriellen Charakter, der auch aktuell noch vorhanden ist. Inzwischen gehören die Röhrenwerke nach dem Aufkauf und der Auflösung des Mannesmann-Konzerns in den 1990er Jahren zu dem französischen Unternehmen Vallourec. Bedingt durch diese Entwicklung wurde Rath 1909 auf eigenen Wunsch hin zusammen mit Unterrath und Lichtenbroich nach Düsseldorf eingemeindet.
Seit 1925 gibt es in Rath den Bürger-Schützenverein 1925 e. V. Düsseldorf-Rath. Dieser trägt mit seinem jährlichen Schützenfest im August zum gesellschaftlichen Leben in Rath bei.
2008 zog der Malteser Hilfsdienst mit dem Katastrophenschutz und den Fahrzeugen des kommunalen Rettungsdienstes nach Rath und eröffnete damit die zweite Wache im nördlichen Wachgebiet.
Seit 2011 haben sich einige Rather Kaufleute zur Gemeinschaft Wir in Rath (WIR) zusammengeschlossen. Die (sich als unpolitisch darstellende) Händlergemeinschaft wird von Mitgliedern der CDU Rath, darunter einigen Ratsherren sowie der Bundestagsabgeordneten für den Bundestagswahlkreis Düsseldorf II, Sylvia Pantel, geführt. Wir in Rath (WIR) veranstaltet gemeinsame Feste für die Rather Bürger und versucht so, den Stadtteil und insbesondere die Umsätze der von ihr vertretenen Unternehmen in der Westfalenstraße zu erhöhen.
Mit dem Quartier rund um die Westfalenstraße nimmt Rath seit 2012 teil am Forschungsfeld KiQ – Kooperation im Quartier und ist damit eines von bundesweit 14 Modellvorhaben. Das Forschungsprojekt wird im Rahmen des Programms Experimenteller Wohnungs- und Städtebau (ExWoSt) durchgeführt. Lokale Eigentümervereine und Kommunen erproben darin neue Kooperationsformen, um gemeinsam innerstädtische Wohnquartiere und Wohnungsbestände aufzuwerten. Gefördert und wissenschaftlich begleitet werden diese Modellvorhaben durch das Bundesministerium für Umwelt, Naturschutz, Bau und Reaktorsicherheit (BMUB) und das Bundesinstitut für Bau-, Stadt- und Raumforschung (BBSR). Anhand der Modellvorhaben wird untersucht, worin die wichtigsten Aufgaben bei den Beständen und Quartieren liegen und welche Investitionen bei Kommune und Eigentümerverein realistisch im Rahmen der Kooperation angestoßen und umgesetzt werden können. Die Bereiche Sanierung, Leerstandsmanagement und die Aktion Rath & Tat bilden die Handlungsschwerpunkte im Rahmen des KiQ-Projektes.
Im Rahmen von Rath & Tat finden bei wechselnden Gastgebern und Netzwerkpartner regelmäßige Netzwerktreffen statt.

## Sehenswürdigkeiten
- Der ISS-Dome an der Theodorstraße, das neue Eisstadion der DEG
- Die St.-Josef-Kirche in Oberrath (Koordinaten: 51° 15′ 56″ N, 6° 49′ 29″ O)

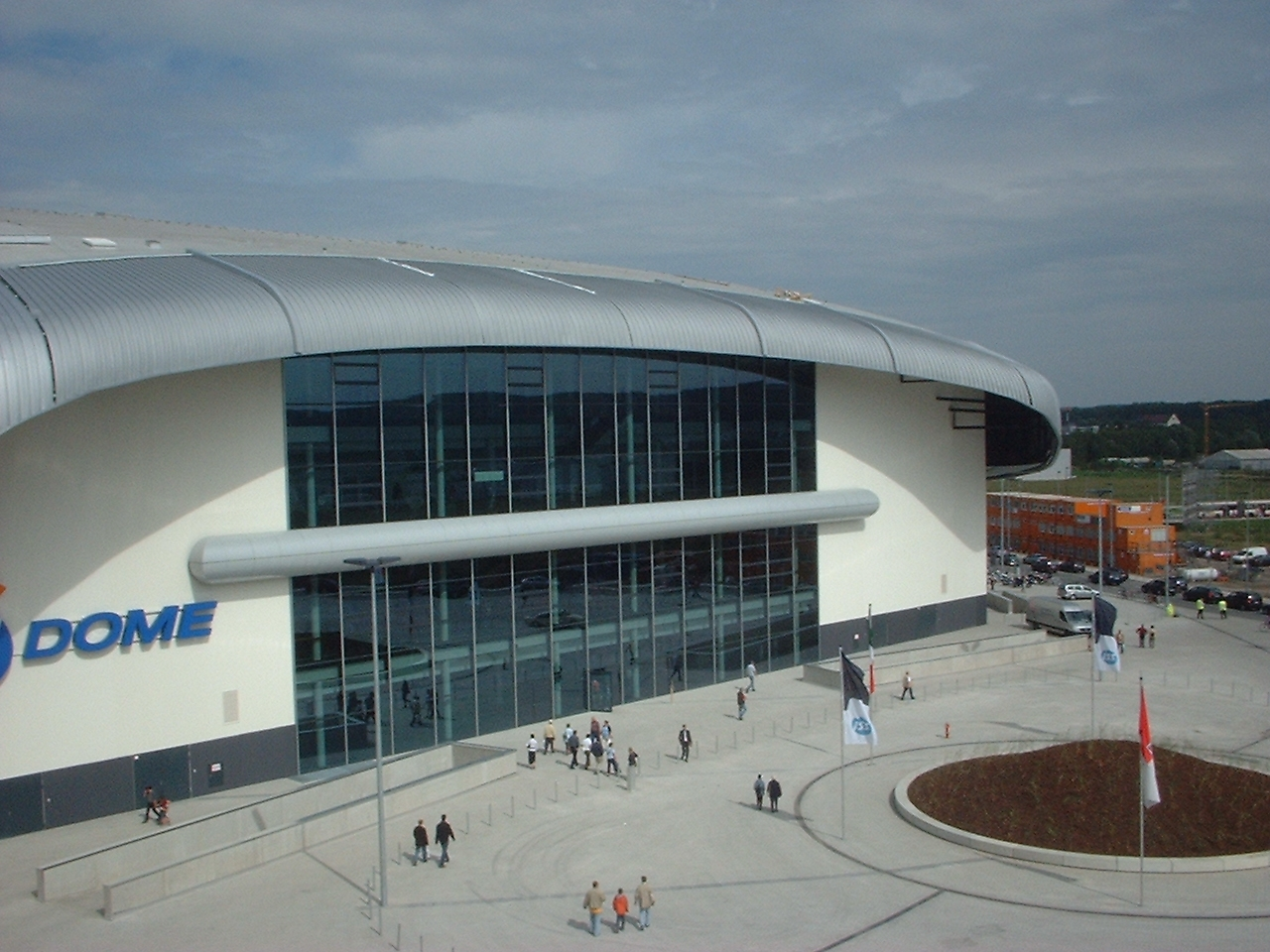
ISS-Dome
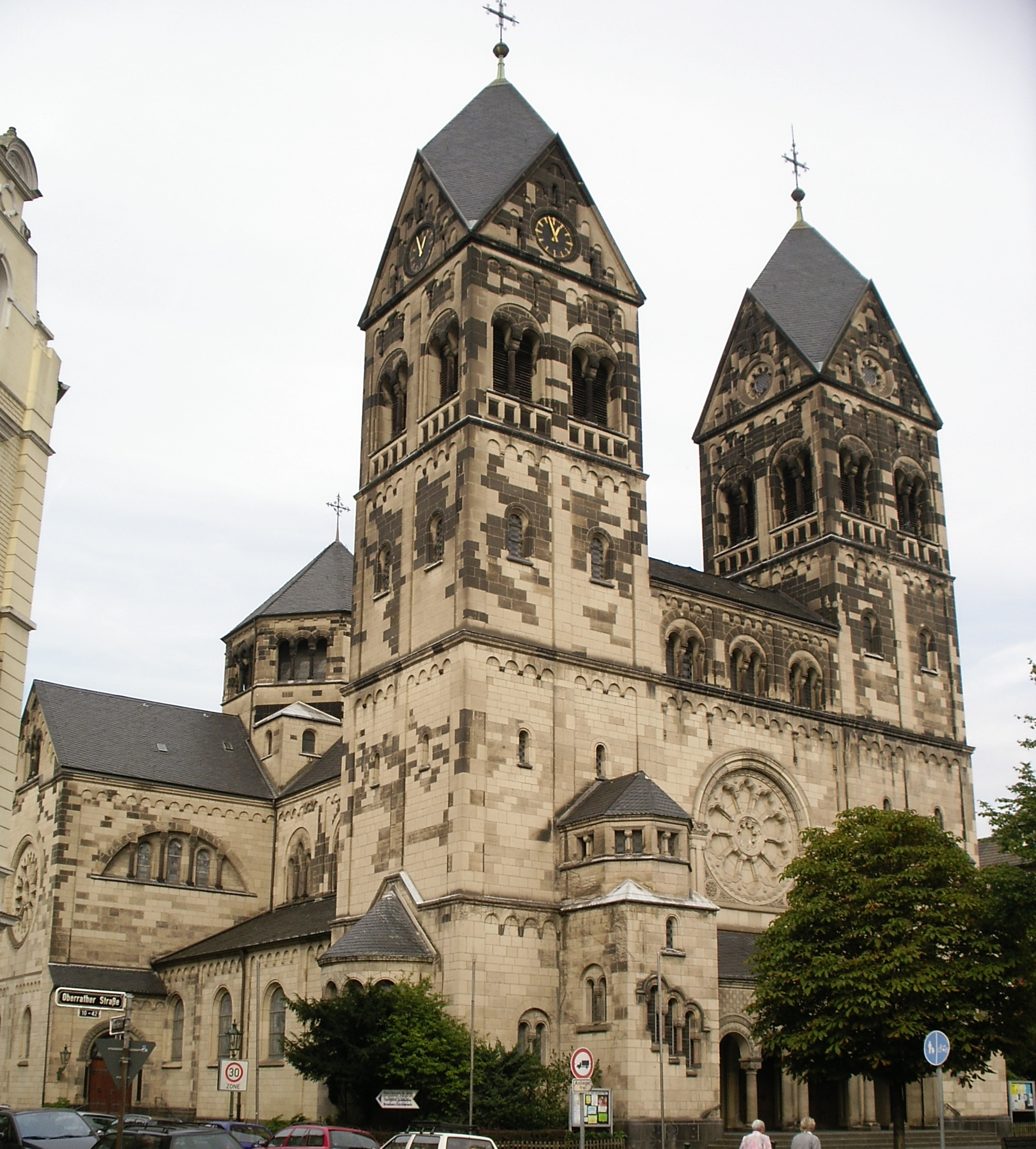
St.-Josef-Kirche
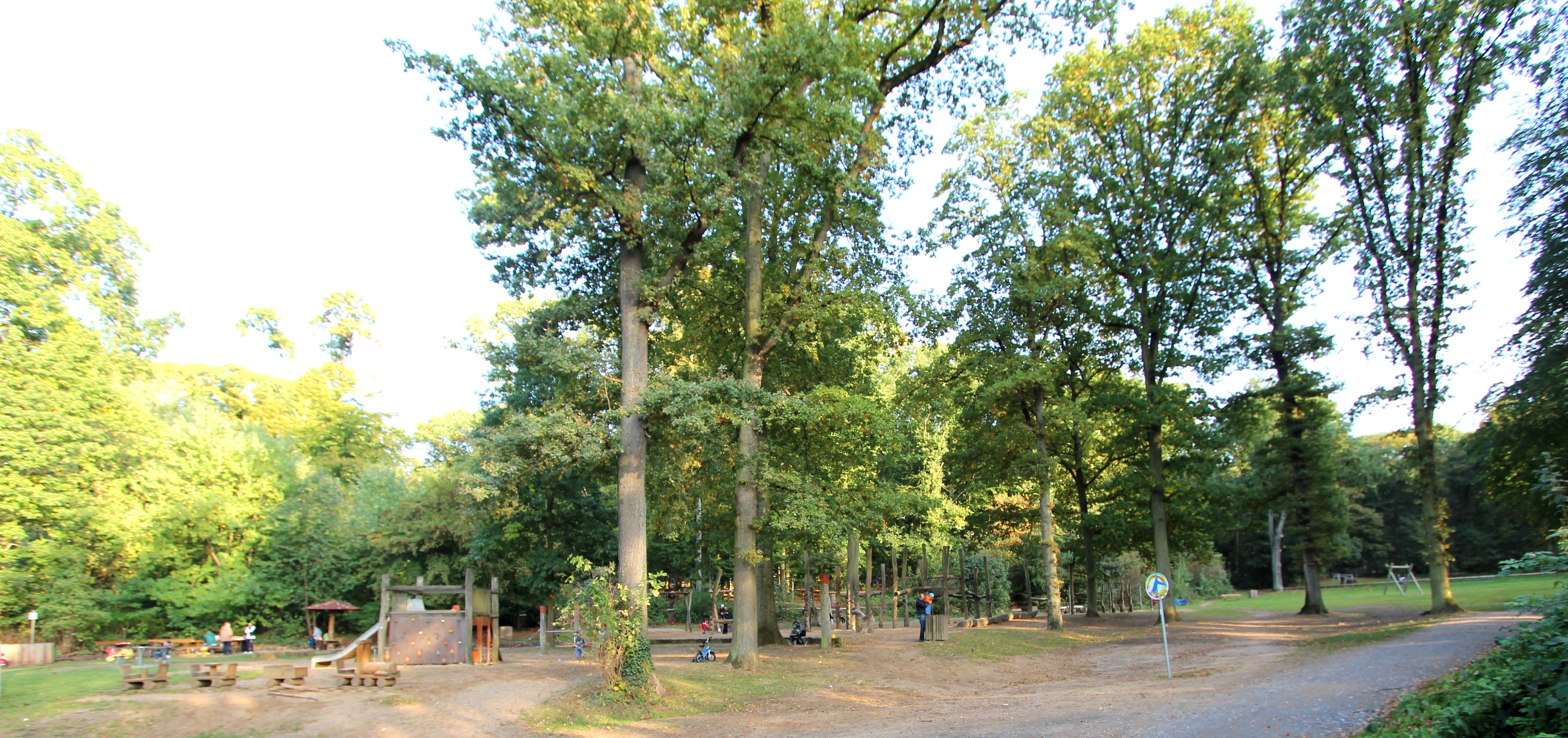
Spielplatz Rather Steig

Siehe auch: Liste der Baudenkmäler in Rath (Düsseldorf)

## Brauchtum
Jährlich findet am zweiten August-Wochenende das Rather Schützen- und Volksfest auf dem Rather Schützenplatz am Rather Broich statt. Ausgetragen wird dieses Fest vom ortsansässigen Bürger-Schützenverein 1925, der sich in 15 Gesellschaften gliedert. Ebenfalls findet auf dem Rather Schützenplatz neben dem Königsschießen der Gesellschaften und dem jährlichen Schützenfest jeden Monat ein Trödelmarkt statt.
Die 1950 gegründete Karnevalsgesellschaft Rather Aape 1950 veranstaltet jedes Jahr im Pfarrsaal am Rather Dom eine Galasitzung, einen Närrischen Nachmittag, einen Kinderkarneval, eine Seniorensitzung (in einem Seniorenheim) und einen Hausfrauennachmittag (im Rather Fass). Ebenfalls ist der Verein jedes Jahr mit einem Prunkwagen und einer Fußtruppe im Düsseldorfer Rosenmontagszug dabei.

## Sport

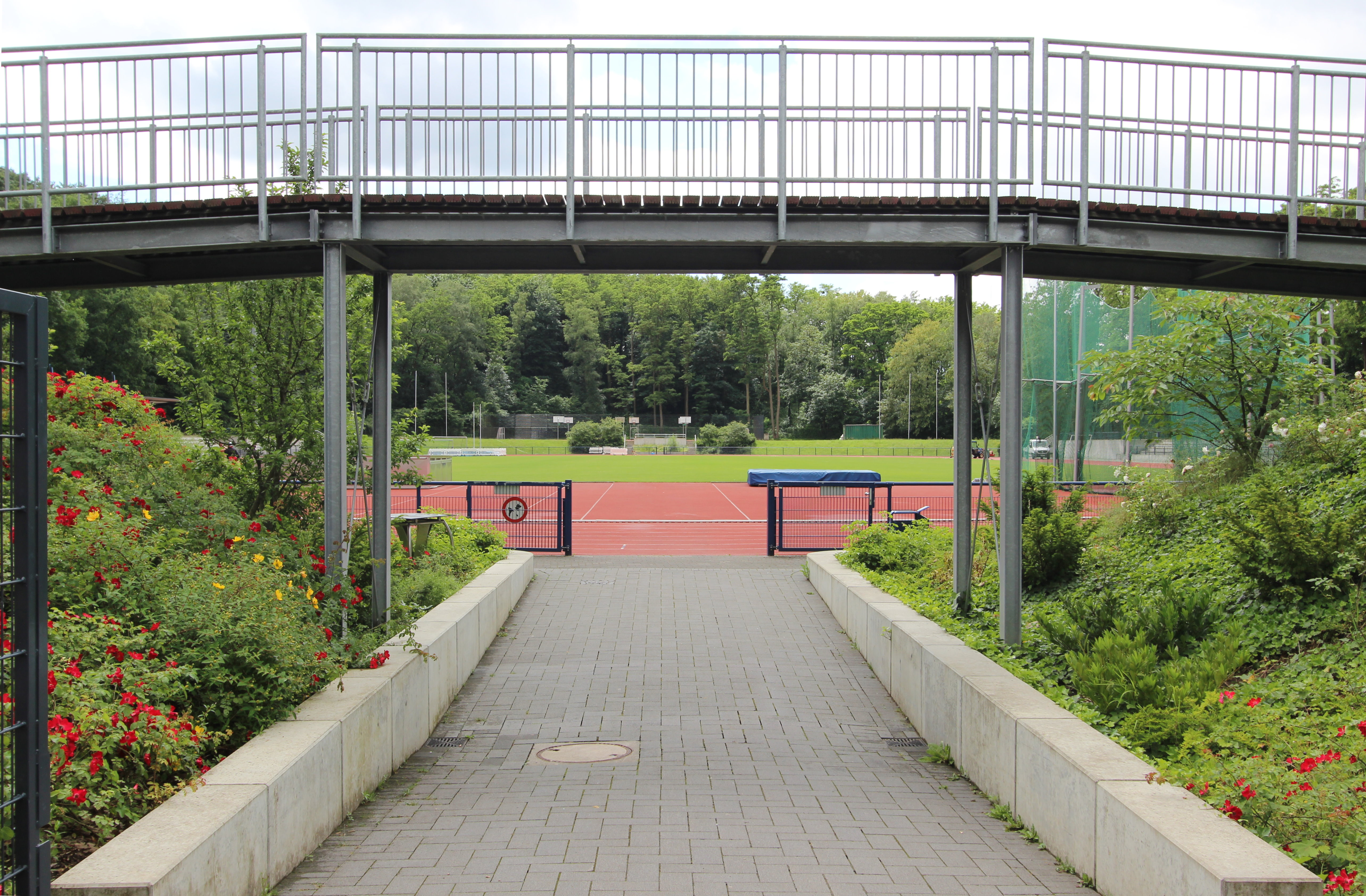
Rather Waldstadion

Im Aaper Wald befindet sich sehr zentral gelegen die Bezirkssportanlage rund um das Rather Waldstadion.
In dieser Anlage konzentriert sich das sportliche Geschehen des Allgemeinen Rather Turnvereins 77/90 Düsseldorf (ART-Düsseldorf), der sich in 22 Abteilungen gliedert.
Direkt neben der Bezirkssportanlage am Rather Waldstadion befindet sich das Vereinsgelände des Fußballvereins Rather Spielverein 1919 e. V. (Rather SV).

## Verkehr

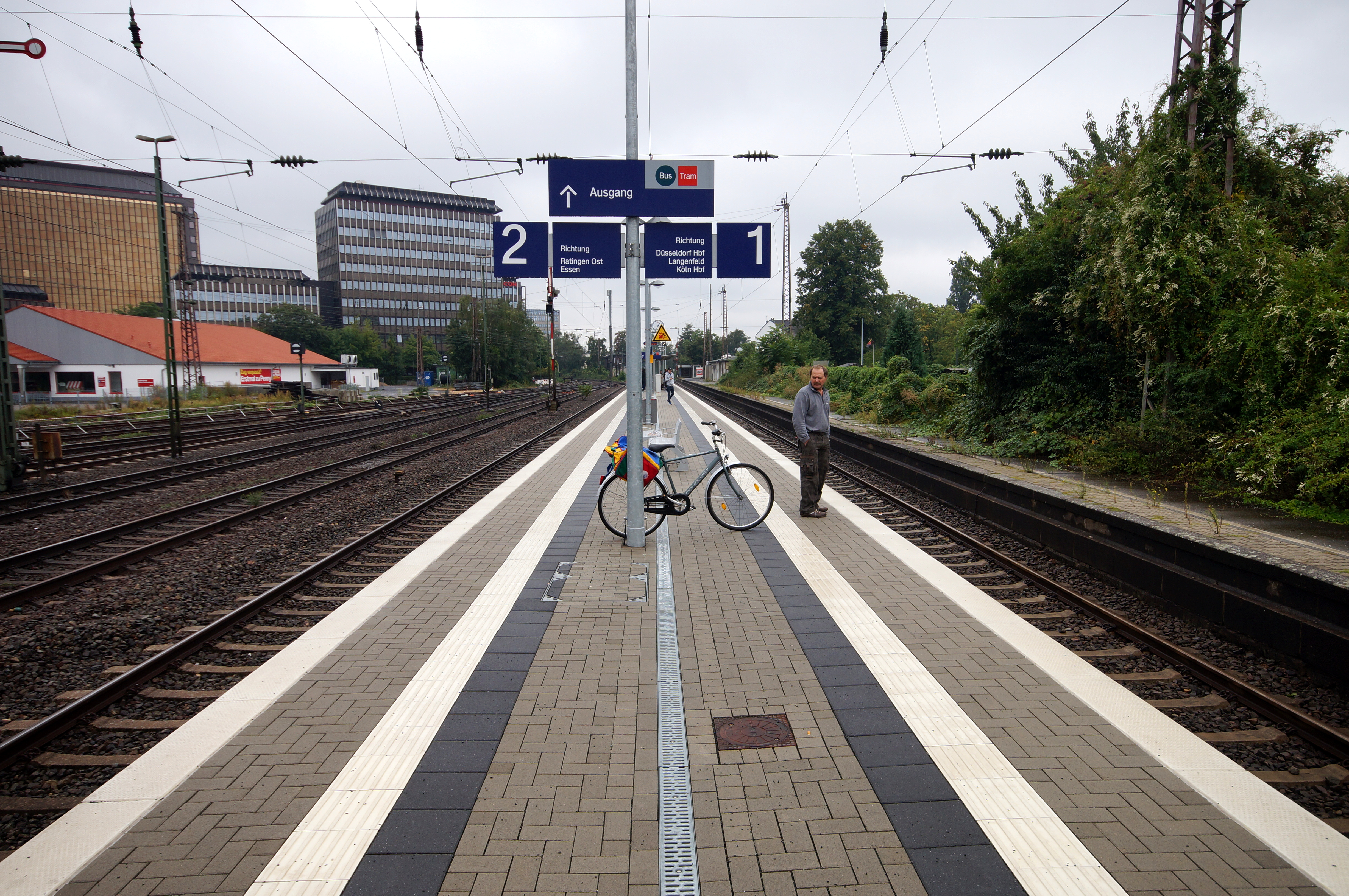
S-Bahnhof Düsseldorf-Rath

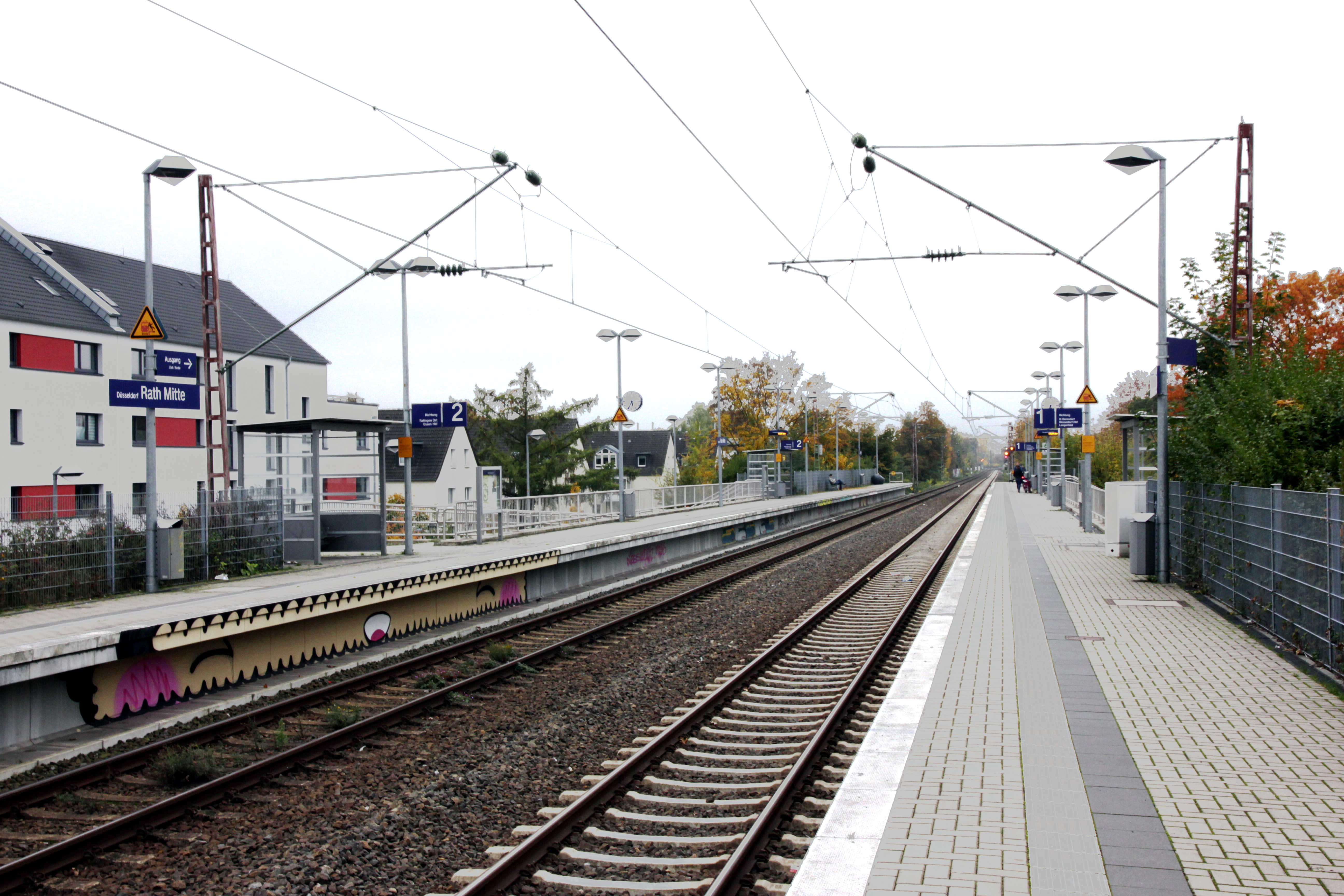
S-Bahnhof Düsseldorf-Rath Mitte

Rath liegt im Verkehrsverbund Rhein-Ruhr. An den Bahnhöfen Düsseldorf-Rath Mitte und Düsseldorf-Rath der Ruhrtalbahn hält die Linie S 6 Köln–Essen der S-Bahn Rhein-Ruhr. Mit ihr erreicht man in neun bis zwölf Minuten Düsseldorf Hauptbahnhof.
Durch Rath verkehren auf der Westfalenstraße die Linien U71 (nach Volmerswerth) und 701 (nach Eller) im 20- bzw. 10-Minuten-Takt. An der Haltestelle Rath S befindet sich das nördliche Linienende der U71. Die Linie 701 verkehrt hingegen noch weiter über die Theodorstraße zur Endhaltestelle Dome/Am Hülserhof. Die Stadtbahnlinie U72 verkehrt östlich der Eisenbahn/Oberrath auf dem Streckenverlauf der ehemaligen 712 der Rheinbahn.
Daneben verkehren auch die Buslinien 730 und 776 sowie der Nachtverkehr.
Die Anschlussstelle Düsseldorf-Rath, die Teil des Autobahnkreuzes Düsseldorf-Nord ist, bindet den Stadtteil an die Bundesautobahnen 44 und 52 an. Über die Viertelanschlussstelle Reichswaldallee besteht eine weitere Auffahrmöglichkeite auf die A44 Richtung Kreuz Ratingen-Ost (Velbert).

## Veranstaltungen
Seit dem 26. Mai 1946 werden einmal im Jahr die Wilhelm-Unger-Spiele im Waldstadion am Aaper Wald ausgetragen. Das Turnier wird vom Leichtathletik-Verband Nordrhein unterstützt und fördert die Jugendauswahlen des Kreises Düsseldorfs. Bei der 66. Auflage am 26. August 2012 wurde ein Kampfrichter während des Turniers für 16- bis 17-Jährige von einem Speer im Hals getroffen und verstarb einen Tag später an den Folgen seiner Verletzung.
Der Bürger-Schützenverein 1925 e. V. Düsseldorf-Rath feiert jährlich am zweiten August-Wochenende auf dem Rather Schützenplatz am Rather Broich sein Schützen- und Volksfest.
Im Frühsommer, veranstaltet die Händlergemeinschaft Wir in Rath (WIR) jährlich, ein großes Sommerfest mitten im Stadtteil.
In der Karnevalszeit bietet die Rather Karnevalsgesellschaft Rather Aape, jedes Jahr im Pfarrsaal am Rather Dom mit einer Galasitzung, einem Närrischen Nachmittag, einem Kinderkarneval sowie dem Hausfrauennachmittag (im Rather Fass) ein tolles karnevalistisches Unterhaltungsprogramm, für wenig Eintritt.

## Bildung
Im Stadtteil befinden sich drei Grundschulen: die Gemeinschaftsgrundschule Rather Kreuzweg, die Städtische Katholische Grundschule Rather Kreuzweg und die Joachim-Neander-Schule. Es gibt zwei weiterführende Schulen: die Wilhelm-Ferdinand-Schüssler-Tagesschule (Gemeinschaftshauptschule) und das Friedrich-Rückert-Gymnasium. Ferner ist das Weiterbildungskolleg der Stadt Düsseldorf (Abendgymnasium) an der Rückertstraße ansässig.
Am Rather Broich befindet sich die Jugendverkehrsschule der Stadt und Verkehrswacht Düsseldorf. Im Norden, nahe dem PDS-Bank-Dom, befindet sich das Albert-Einstein-Gymnasium, eine staatlich anerkannte Ersatzschule in Trägerschaft der jüdischen Gemeinde Düsseldorf.

## Persönlichkeiten
- Emma Fahne (1836–1905), Stilllebenmalerin der Düsseldorfer Schule
- Werner Albert (1901–1980), Ingenieur